# 板垣直子
板垣 直子（いたがき なおこ、1896年11月18日 - 1977年1月21日）は、日本の文芸評論家、日本近代文学研究家。

## 人物
青森県北津軽郡栄村湊（現五所川原市）に平山兼吉の次女「なを」として生まれる。1914年青森県立弘前高等女学校(現・青森県立弘前中央高等学校、太宰治の姉トシが2学年上で寄宿舎で同室)、1918年日本女子大学校英文科卒、1921年、東京帝国大学の第一回女子聴講生となる。美学、哲学を聴講。美術評論家の板垣鷹穂と結婚。夏目漱石などについて多くの著述を行い、比較文学研究では島田謹二、吉田精一らと並ぶ存在とされる。長谷川時雨主宰の「女人芸術」の編集委員として林芙美子を見出した。また、国士舘大学等で教鞭をとっている。

## 家族・親族
- 夫 - 板垣 鷹穂（いたがき たかお/たかほ、1894年10月15日 - 1966年7月3日）は美術評論家。西洋美術史の研究者として、その業績を著作に残す。また、明治以降から同11年代までの日本近代建築についての論評をはじめ、映画、写真など新たな美術領成をメディア論として論じた草分け的存在でもあった。モダニズム研究で文芸、美術、建築、文学にまで射程は広い。終戦後に早稲田大学文学部教授となり、最晩年まで教鞭を取った。ほか明治大学教授、東京写真大学教授を歴任した。

- 大叔父 - 平山 為之助（ひらやま ためのすけ、1874年（明治7年）1月29日- 1960年（昭和35年）3月18日）は日本の政治家・衆議院議員、実業家。五所川原銀行頭取。津軽鉄道社長。松木屋呉服店社長。陸奥銀行、佐々木銀行、青森貯蓄銀行、松木屋呉服店、津軽酒造各取締役。鳴海銀行監査役。

## 著書
- 文芸ノート 啓松堂 1933
- 現代小説論 第一書房 1938
- 農民文学の新研究 日本文章学会 1940
- 事変下の文学 第一書房 1941
- 文学建設 高山書院 1941
- 樋口一葉 桃蹊書房 1942
- 現代日本の戦争文学 六興商会出版部 1943
- 漱石・鴎外・藤村 巌松堂書店 1946
- 人生の探究 吉成書房 1948
- 文学論 企画社 1948
- 欧洲文芸思潮史 巌松堂書店 1950
- 婦人作家評伝 メヂカルフレンド社 1954 角川文庫
- 林芙美子 東京ライフ社 1956
- 漱石文学の背景 鱒書房 1956
- 平林たい子 東京ライフ社 1956
- 文学概論 古い文学新しい文学 森の道社 1957
- 林芙美子の生涯 うず潮の人生 大和書房 1965
- 明治・大正・昭和の女流文学 桜楓社 1967
- 夏目漱石 伝記と文学 至文堂 1973

## 翻訳
- レオナルド・ダ・ヴインチ ゲオルヒ・グロナウ 板垣なを訳 岩波書店 1923